# Annabelle Comes Home
Annabelle Comes Home is een Amerikaanse horrorfilm uit 2019, geregisseerd door Gary Dauberman en ook geschreven door Gary Dauberman met James Wan. Het is het vervolg op Annabelle: Creation uit 2017 en is de zesde film uit de The Conjuring Universe. De hoofdrollen worden vertolkt door Mckenna Grace, Madison Iseman, Katie Sarife, Patrick Wilson en Vera Farmiga.

## Verhaal
Wanneer Ed en Lorraine Warren hun dochter Judy achterlaten bij babyzitter Mary Ellen, komt een vriendin van Mary Ellen, Daniela, langs. Om in contact te komen met haar overleden vader breekt Daniela in in de kamer waar alle demonische attributen zijn opgeslagen die zijn gebruikt tijdens demonische activiteiten. Daniela laat per ongeluk de glazen cabine van Annabelle open staan, met als gevolg dat de demoon die zich schuil hield in Annabelle vrij komt, met alle gevolgen van dien.

## Rolverdeling
| - Vera Farmiga als Lorraine Warren - Patrick Wilson als Ed Warren - Mckenna Grace als Judy Warren - Madison Iseman als Mary Ellen | - Katie Sarife als Daniela Rios - Michael Cimino als Bob Palmeri - Samara Lee als Annabelle 'Bee' Mullins |

## Productie
In april 2018 werd bevestigd dat er een nieuwe film uit de The Conjuring-franchise zou uitkomen. Later die maand werd bekend dat om een film zou gaan die over Annabelle zou gaan. In september 2018 werd bekend dat Patrick Wilson & Vera Farmiga weer terug zouden keren in hun oude rollen van Ed en Lorraine Warren. Alle scènes waren in december 2018 geschoten. In maart 2019 verscheen de allereerste trailer.

## Bioscooprelease
Annabelle Comes Home kwam in Nederland uit op 27 juni 2019, een dag later dan de Amerikaanse releasedatum.